# Paternoster

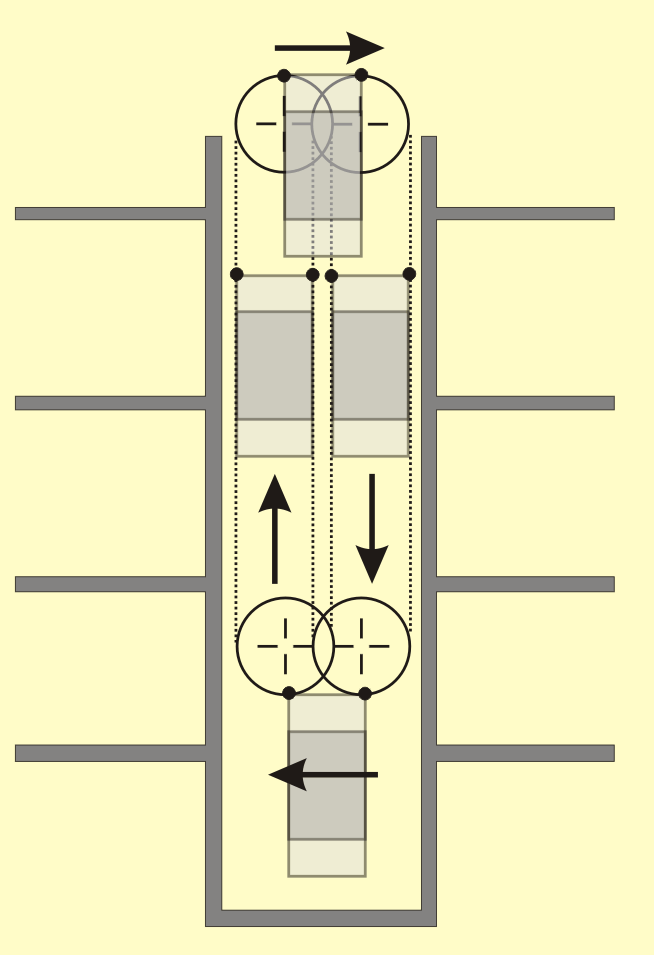
Representação esquemática do princípio funcional

Esquema animado de um paternoster.

Um paternoster é um elevador que consiste em uma cadeia de compartimentos abertos, habitualmente desenhados para duas pessoas, que sem parar se move lentamente em um ciclo para cima e para baixo em um edifício. Passageiros podem entrar ou sair em qualquer andar que desejarem. A mesma técnica é também usada para armários arquivos para armazenar enormes quantidades de documentos ou para pequenas peças de reposição.
A construção de novos paternosters foi interrompida em meados dos anos 1970 devido à segurança, mas apelo público manteve muitos das unidades restantes abertas. De longe a maioria dos paternosters restantes estão na Europa, com talvez 230 exemplares na Alemanha, e 68 na República Tcheca. Apenas dois foram identificados por entusiastas fora da Europa: um na Malásia e outro no Peru.

## História
Peter Ellis instalou os primeiros elevadores que podiam ser descritos como elevadores paternosteres no Oriel Chambers de Liverpool em 1868. Em 1877, o engenheiro britânico Peter Hart obteve uma patente sobre o primeiro paternoster. Em 1884, a firma de engenharia J & E Hall de Dartford, na Inglaterra, construiu seu "Elevador Cíclico".
O nome paternoster (Pai Nosso em Latim), foi originalmente utilizado ao dispositivo devido o elevador ser em forma de um loop e então similar ao formato do rosário.
Paternosteres foram populares na primeira metade do século 20 porque poderiam carregar mais passageiros que os elevadores comuns à época. Eles foram mais comuns na Europa continental, especialmente em edifícios públicos, do que no Reino Unido. Eram elevadores lentos, com uma velocidade típica de cerca 0,3 metros por segundo (0,98 ft/s), para facilitar a entrada e saída dos passageiros.